# Volksbank Gebhardshain
Die Volksbank Gebhardshain eG ist eine (gemischtwirtschaftliche) Genossenschaftsbank mit Sitz in der rheinland-pfälzischen Gemeinde Gebhardshain im Landkreis Altenkirchen. 

## Geschichte
Die heutige Volksbank Gebhardshain eG fusionierte letztmals am 3. Februar 1971 (Datum des Verschmelzungsvertrages) als damalige Volksbank eGmbH Gebhardshain mit der Raiffeisenbank Nauroth-Elkenroth eGmbH mit dem Sitz in Nauroth. Bereits am 16. September 1969 (Datum des Verschmelzungsvertrages) kam es zur Fusion der Volksbank eGmbH Gebhardshain mit der Raiffeisenkasse Rosenheim eGmbH mit dem Sitz in Rosenheim. Die Generalversammlung vom 16. September 1970 hatte beide Fusionen genehmigt. Mit Eintragung vom 18. November 1978 erhielt die Bank ihren heutigen Namen.

### Vom Darlehenskassenverein zur Volksbank
Das Geschäftsgebiet der heutigen Volksbank Gebhardshain eG ist im Wesentlichen auf das ehemalige Kirchspiel Gebhardshain bzw. die ehemalige Verbandsgemeinde Gebhardshain begrenzt.
Die Geschichte der Bank muss daher vor dem Hintergrund der wirtschaftlichen Entwicklung der letzten knapp 125 Jahre in diesem Gebiet gesehen werden. Das Gebhardshainer Land gehörte aufgrund ungünstiger Boden- und Klimaverhältnisse sowie hoher Bevölkerungsdichte zu einer selbst für Westerwälder Begriffe armen und kargen Gegend. Daran änderten auch die vorhandenen Bodenschätze nichts, denn durch die schlechten Verkehrsverhältnisse konnten diese nur bedingt verwertet werden.

### Gebhardshainer Darlehenskassen-Verein
Trotz der räumlichen Nähe zu den Wirkungsstätten von Friedrich Wilhelm Raiffeisen wurde das Vorgängerinstitut der heutigen Bank erst im Jahr 1888 – dem Todesjahr Raiffeisens – gegründet. Ein bereits am 10. März 1869 gegründeter Gebhardshainer Darlehenskassen-Verein wurde im Jahr 1871 zunächst wieder aufgelöst. Am 8. Januar 1888 wurde in dem zur Bürgermeisterei Gebhardshain gehörenden Kirchdorf Kotzenroth (heutiger Name Rosenheim) erneut der Gebhardshainer Darlehenskassen-Verein ins Leben gerufen. Im Jahr 1946 erfolgte die Umbenennung in Raiffeisenkasse Rosenheim.

### Naurother Raiffeisenkasse
Am 9. Februar 1919 gründeten Naurother Bürger eine landwirtschaftliche Bezugs- und Absatzgenossenschaft. Im März 1928 wurde die Aufnahme des Geldgeschäftes beschlossen.

### Volksbank Gebhardshain
Die Namensgeberin des heutigen Instituts wurde am 25. März 1917 als Spar- und Darlehenskasse gegründet. Am 25. Juli 1948 wurde die Übernahme der landwirtschaftlichen Bezugs- und Absatzgenossenschaft Gebhardshain beschlossen. Seit 1963 firmiert das Institut als Volksbank eGmbH Gebhardshain.

## Rechtsverhältnisse
Die Volksbank Gebhardshain eG ist im Genossenschaftsregister beim Amtsgericht Montabaur unter GnR 273 eingetragen.

## Organisationsstruktur
Rechtsgrundlagen sind das Genossenschaftsgesetz und die durch die Generalversammlung beschlossene Satzung. Organe der Bank sind der Vorstand, der Aufsichtsrat und die Generalversammlung.

## Sicherungseinrichtung
Die Volksbank Gebhardshain eG ist der amtlich anerkannten Sicherungseinrichtung des Bundesverbandes der Deutschen Volksbanken und Raiffeisenbanken GmbH und der zusätzlichen freiwilligen Sicherungseinrichtung des Bundesverbandes der Deutschen Volksbanken und Raiffeisenbanken e.V. angeschlossen.

## Geschäftsausrichtung
Die Volksbank Gebhardshain eG betreibt das Universalbankgeschäft. Im Verbundgeschäft arbeitet sie mit der DZ Bank, R+V Versicherung, Bausparkasse Schwäbisch Hall, Teambank, VR Leasing,  DZ Hyp und der Union Investment zusammen.

## Geschäftsgebiet
Das Geschäftsgebiet liegt im mittleren Süden des Landkreises Altenkirchen.
An diesen Orten betreibt die Bank Filialen:
- Gebhardshain (Hauptstelle, jur. Sitz)
- Elkenroth (Geschäftsstelle)

Daneben wird ein Raiffeisenmarkt in Gebhardshain betrieben.